# Кола (місто)

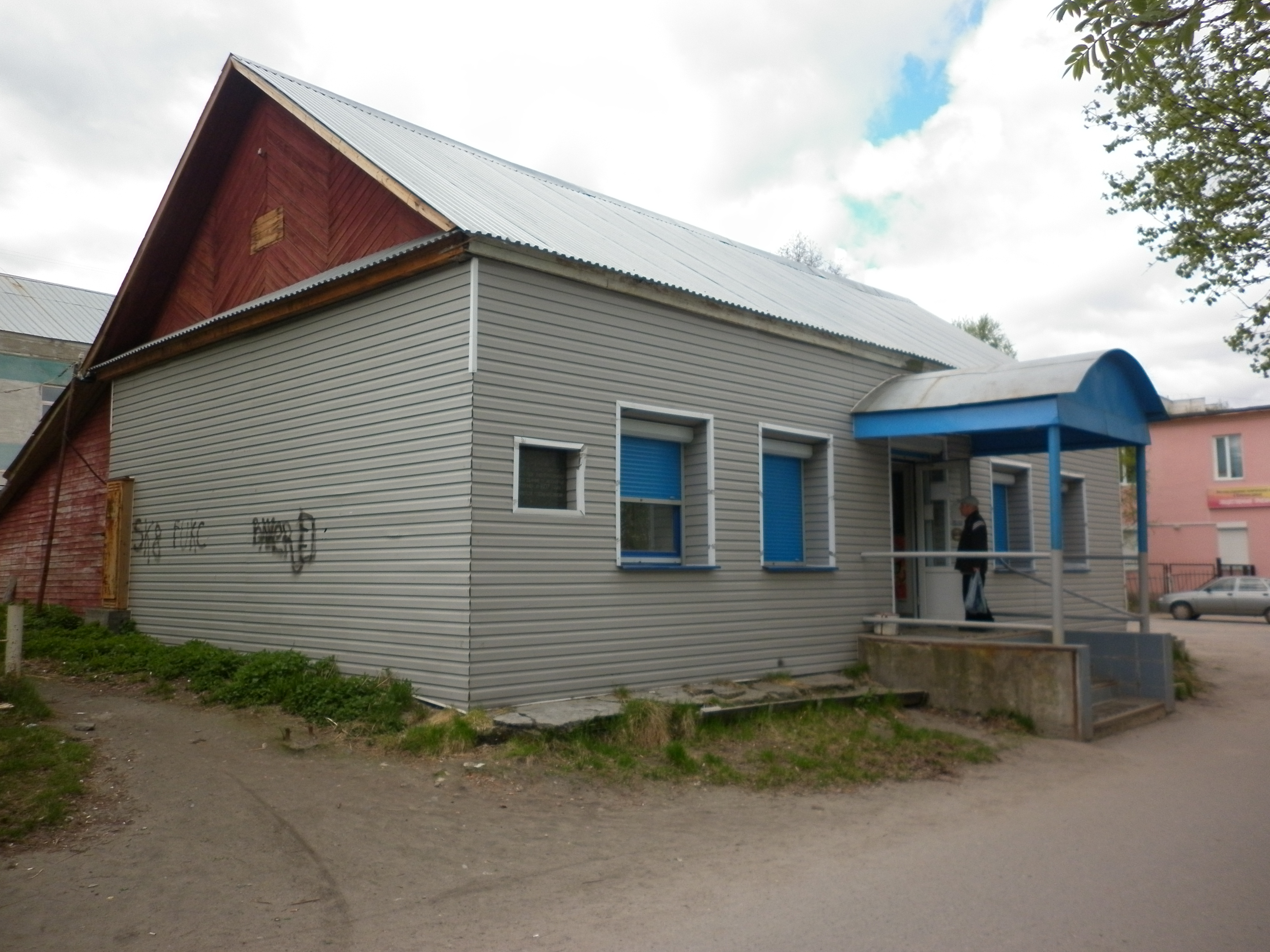
Будівля колишнього повітового казначейства

Кола — місто (з 1784) в Росії, адміністративний центр Кольського району Мурманської області, історичний центр Кольського півострова, місто-супутник Мурманська.
Населення — 9853 чол. (2015).
Місто розташоване при злитті річок Кола та Тулома, поблизу їх впадання в Кольську затоку Баренцевого моря, за 12 км від центру міста Мурманська.

## Економіка

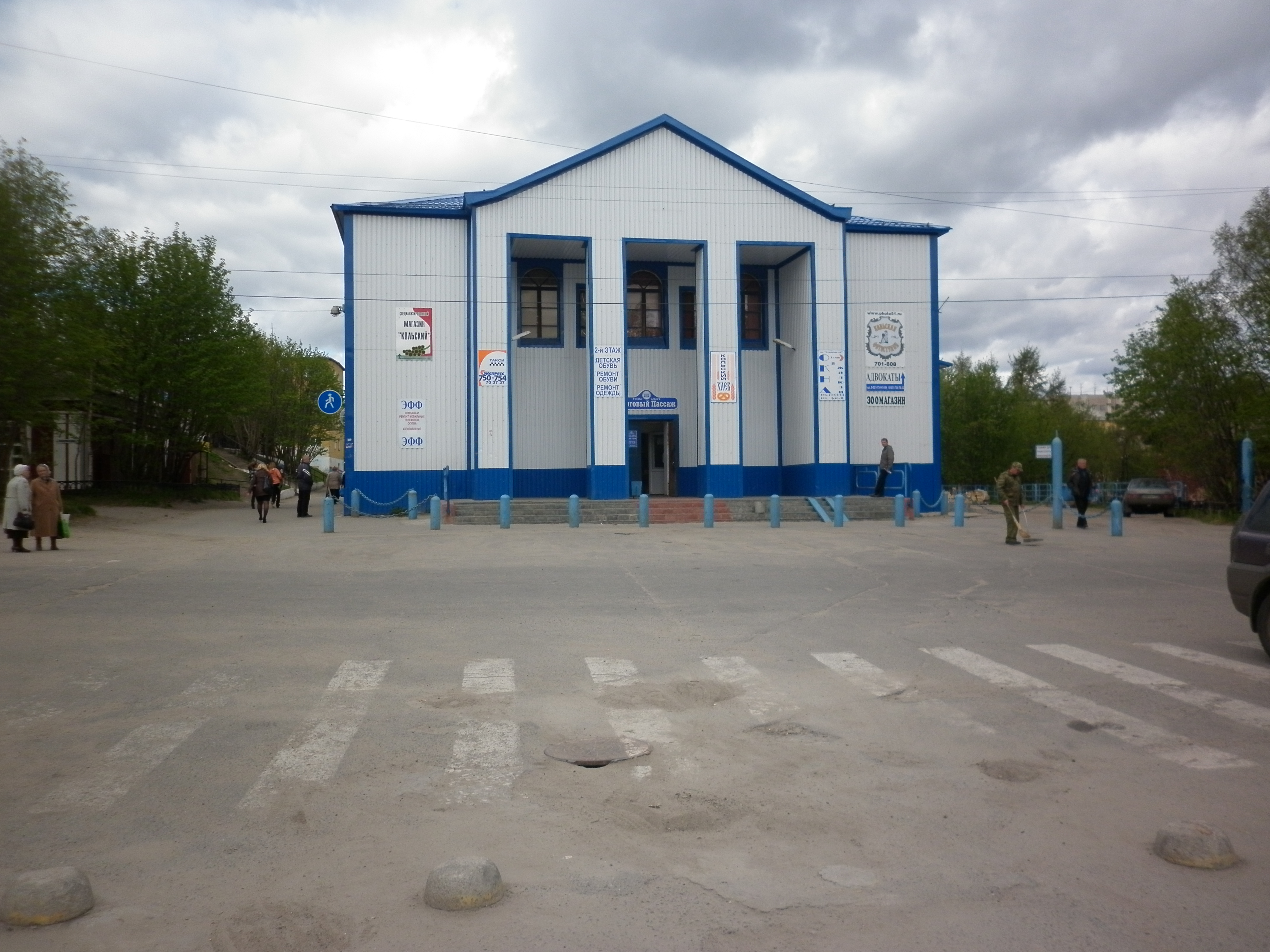
Торговий дім «Пасаж»

Промисловість
Кола — центр Кольського району з невеликим населенням. У місті широкого поняття «промисловість» немає. Основними галузями промисловості Коли є залізничні та автомобільні перевезення, а також харчова промисловість. Остання галузь зараз представлена ТОВ «Кольський пивоварний комбінат „Арктика“». Здійснюється випуск широкого асортименту пива та квасів. Також на території міста розташовується кілька приватних будівельних компаній.
Торговельні мережі
У місті, як і у всіх малих містах, є невеликі магазини. На початку XXI століття в місті з'явилися великі торговельні мережі, «Яблучко», «Магніт», «Комфорт та Меблі» та два підрозділи «Діксі». У місті також є торговий центр «Пасаж», розташований у колишньому Будинку культури. Також слід зазначити, що в побудованому в Колі першому кам'яному будинку на Кольському півострові розташовується нині магазин продуктів.
Туризм
На річці Тулома є турбази. Взимку можна покататися на лижах, снігоходах. Організовується полювання. На річках Кола і Тулома можлива рибалка.

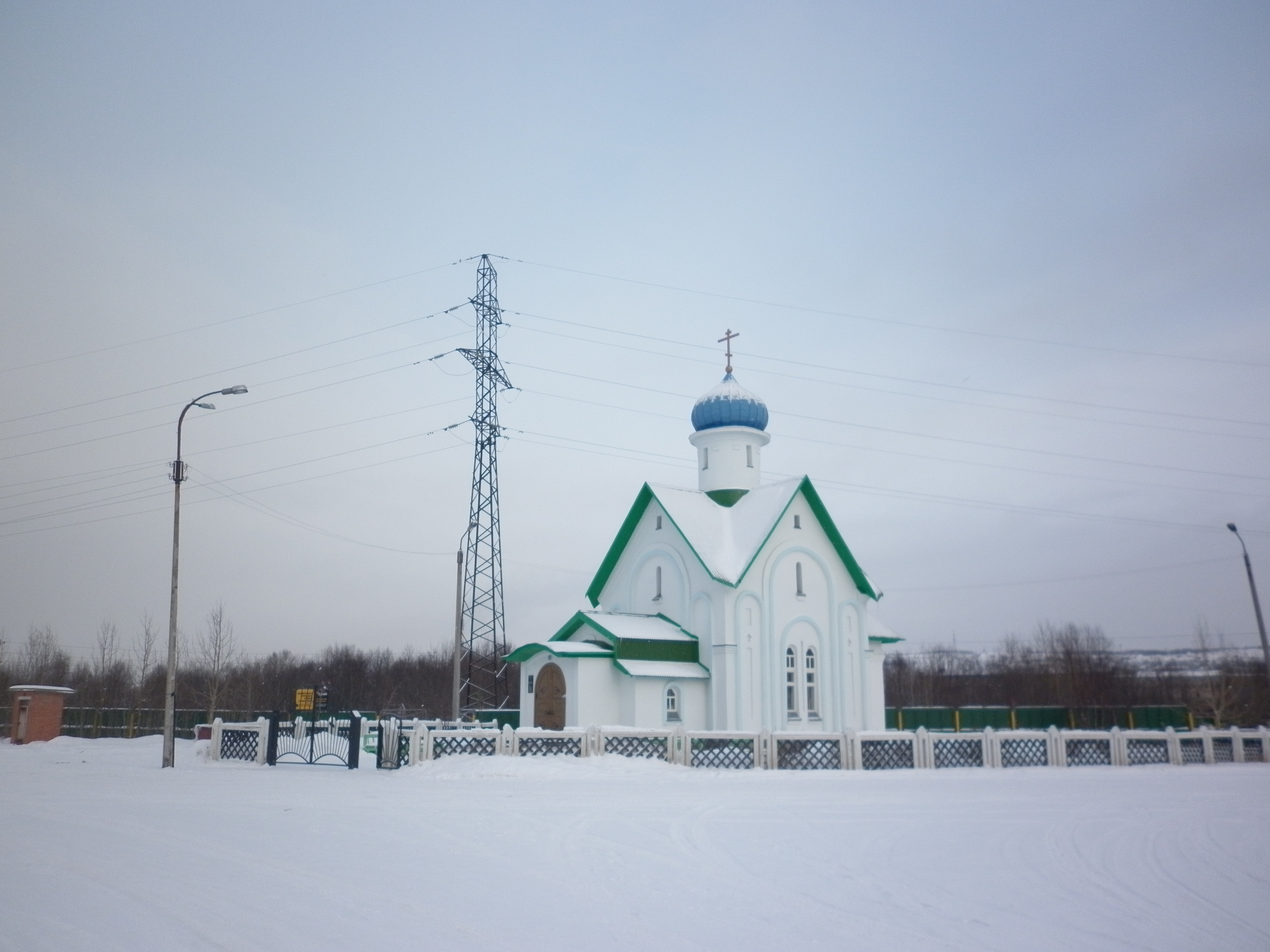
Церква Варлаама Керетського

## Пам'ятки міста
Хоча місто і було засноване в 1517 році, але від його минулого практично нічого не залишилося. Зараз місто забудоване звичайними хрущовками, панельними дев'ятиповерховими будинками, а також будинками сталінської будови. Зі старих будівель у Колі залишилися дві будівлі: Благовіщенська церква, побудована в 1804 році, а також будівля повітової скарбниці 1807 року.
Будівля повітової скарбниці була збудована 1807 року. Під час обстрілу Коли в 1854 році ця будівля не була зруйнована. Вже в наш час будівлю скарбниці спочатку було передано під казино, а потім під продуктовий магазин. Єдине, що нагадує про історичну цінність будівлі — табличка, яка говорить про те, що це перша кам'яна нецерковна будівля на Кольському півострові. У місті також збереглися вали Кольського острогу.
З природних визначних пам'яток можна виділити гору Соловараку. На цій горі розташовувалася наукова обсерваторія астронома Жак-Андре Мале. У лютому 1772 році на цій горі під час землетрусу, який рідкість в цих краях, трапився зсув. Його можна бачити і по цей день.
З будівель сталінської забудови слід зазначити торговий дім «Пасаж», Кольський суд.